# Duingt
Duingt (prononciation : /dwɛ̃/) est une commune française située dans le département de la Haute-Savoie, en région Auvergne-Rhône-Alpes. Village de la rive gauche du lac d'Annecy, la commune comptait 1 069 habitants en 2022.
La commune actuelle de Duingt est constituée de deux anciens villages installés en bout de deux chaînes parallèles qui s'affaissent en direction du lac depuis le massif des Bauges. Le premier — Duingt (Duin ou Duyn) — s'est développé entre la rive du lac et les contreforts de l'éperon du Taillefer, avec notamment sur la pointe rocheuse le château de Duingt, dont il ne reste que des ruines, qui contrôlait la route entre Annecy et la Tarentaise, donnant accès à l'Italie, associé à Châteauvieux qui se trouve en contrebas sur la presqu'île. L'autre chaîne, plus en retrait, qui s'affaisse en direction du lac est celle du roc des Bœufs, où l'ancien village de Dérée ou Dhéré s'est développé avec notamment son château.
La commune fait partie du parc naturel régional du massif des Bauges.

## Géographie

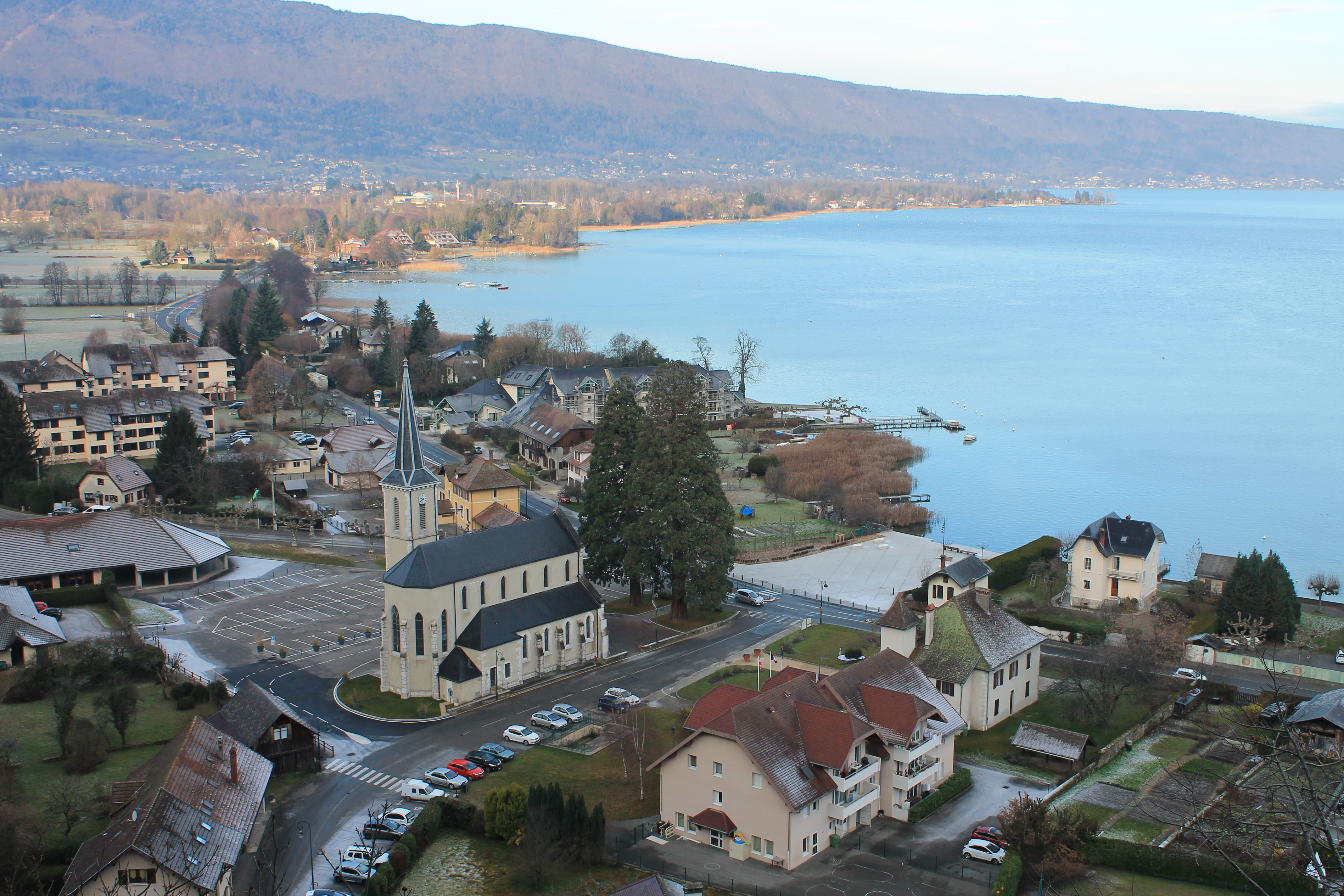
Vue de Duingt depuis le belvédère, situé sur le Taillefer.

### Localisation
Duingt est une commune haut-savoyarde, située sur la rive ouest (ou gauche) du lac d'Annecy. Sa position, parallèle à celle de Talloires sur la rive opposée, marque la distinction entre le « grand lac », en direction d'Annecy, et le « petit lac », en direction de Doussard. En effet, le village commande un verrou glaciaire (ou étroit) au niveau du lac, entre le lieu d'affaissement des chaînes parallèles du Taillefer et du Roc des Bœufs et le Roc de Chère.
À partir de Dhéré, en direction du Nord, s'ouvre la vallée du Laudon, appelé depuis récemment pays du Laudon. Celui-ci appartient à l'ensemble plus vaste qu'est le bassin annécien, tout en formant une sous-entité bien distincte.
La commune est aussi membre, ainsi que les communes du canton de Seynod, du parc naturel régional du massif des Bauges.
À vol d'oiseau, la ville se situe à 2,8 km au sud-est de Saint-Jorioz, à 10,7 km de Seynod, chef-lieu de canton et à 10,6 km au sud-est d'Annecy, la préfecture du département. Les autres principales villes se trouvent dans le département voisin de la Savoie, avec au sud-est Albertville à 22,2 km et plus éloignée, au sud-ouest Chambéry à 36 km.
Le chef-lieu de commune est localisé par l'Institut national de l'information géographique et forestière à la longitude 6° 20′ 33″ est et à la latitude 45° 82′ 88″ nord.

### Communes limitrophes

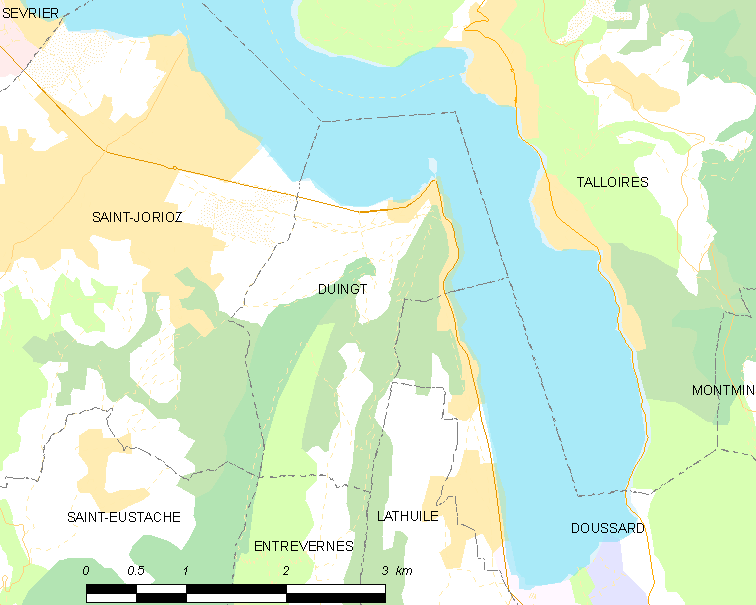
Duingt et les communes voisines.

Duingt est entourée, du Nord au Sud, par les communes haut-savoyardes de Saint-Jorioz, de Talloires (sur la rive opposée du lac), puis sur le versant est du Taillefer Doussard, Lathuile, au sud en altitude le village d'Entrevernes et sur le versant ouest du Roc des Bœufs, le village de Saint-Eustache.

### Voies de communication et transports
La commune est traversée par l'ex-RN 508 aujourd'hui route départementale 1508 qui se dirige au nord vers Annecy et au sud vers Albertville, via Ugine. En remontant vers le nord, en traversant Annecy, il est possible de rejoindre l'autoroute A430 (sortie Annecy-sud ou Annecy-nord) permettant de se rendre vers la vallée de l'Arve à l'est ou de se diriger vers Chambéry, via Aix-les-Bains à l'ouest. On peut éventuellement rejoindre l'autoroute A40, dite « autoroute blanche » en empruntant l'ancienne RN 508 direction Frangy.
La commune est reliée au reste du département et aux villes du département voisin par un service de cars journaliers assurant la liaison Annecy-Albertville par la société Philibert Transport, membre du réseau Lihsa (lignes interurbaines de Haute-Savoie). Il s'agit des lignes 51 et 52 dont les autocars effectuent de façon quotidienne.
À partir d'Annecy, on peut se connecter au réseau ferré de la plate-forme multimodale de la gare d'Annecy. Pour les vols internationaux, on peut emprunter soit l'aéroport français de Lyon-Saint-Exupéry (150 km soit environ 1 h 20 min), soit celui plus proche de Genève-Cointrin en Suisse (75 km soit environ 40 min).
La commune est également parcourue par une piste cyclable ou voie verte, dite du lac d'Annecy, implantée sur l'ancien tracé de chemin de fer, longeant la RD 1508, entre Annecy et Albertville, s'arrêtant pour la Haute-Savoie sur la commune de Val de Chaise (village de Marlens). Le dernier tronçon reliant Giez à Marlens a été réalisé entre 2004-2005. Elle mesure 30 km de long. Elle est gérée par le syndicat intercommunal du lac d'Annecy (SILA). Cette piste cyclable est considérée comme l'une des plus fréquentées de France. Cette ancienne ligne de chemin de fer disposait d'une gare sur la commune.
On peut aussi se rendre à Annecy par bateau depuis l'embarcadère, grâce à l'une des trois liaisons journalières proposées par la Compagnie des bateaux du lac d'Annecy.

## Urbanisme

### Typologie
Au 1er janvier 2024, Duingt est catégorisée ceinture urbaine, selon la nouvelle grille communale de densité à sept niveaux définie par l'Insee en 2022.
Elle appartient à l'unité urbaine d'Annecy, une agglomération intra-départementale regroupant quatorze  communes, dont elle est une commune de la banlieue,,. Par ailleurs la commune fait partie de l'aire d'attraction d'Annecy, dont elle est une commune de la couronne,. Cette aire, qui regroupe 79 communes, est catégorisée dans les aires de 200 000 à moins de 700 000 habitants,.
La commune, bordée par un plan d’eau intérieur d’une superficie supérieure à 1 000 hectares, le lac d'Annecy, est également une commune littorale au sens de la loi du 3 janvier 1986, dite loi littoral. Des dispositions spécifiques d’urbanisme s’y appliquent dès lors afin de préserver les espaces naturels, les sites, les paysages et l’équilibre écologique du littoral, tel le principe d'inconstructibilité, en dehors des espaces urbanisés, sur la bande littorale des 100 mètres, ou plus si le plan local d’urbanisme le prévoit.

### Occupation des sols
L'occupation des sols de la commune, telle qu'elle ressort de la base de données européenne d’occupation biophysique des sols Corine Land Cover (CLC), est marquée par l'importance des forêts et milieux semi-naturels (40,3 % en 2018), une proportion sensiblement équivalente à celle de 1990 (39,5 %). La répartition détaillée en 2018 est la suivante : 
forêts (39,5 %), eaux continentales (28,5 %), zones agricoles hétérogènes (15,3 %), zones urbanisées (10 %), prairies (5,9 %), milieux à végétation arbustive et/ou herbacée (0,9 %).
L'IGN met par ailleurs à disposition un outil en ligne permettant de comparer l’évolution dans le temps de l’occupation des sols de la commune (ou de territoires à des échelles différentes). Plusieurs époques sont accessibles sous forme de cartes ou photos aériennes : la carte de Cassini (XVIIIe siècle), la carte d'état-major (1820-1866) et la période actuelle (1950 à aujourd'hui).

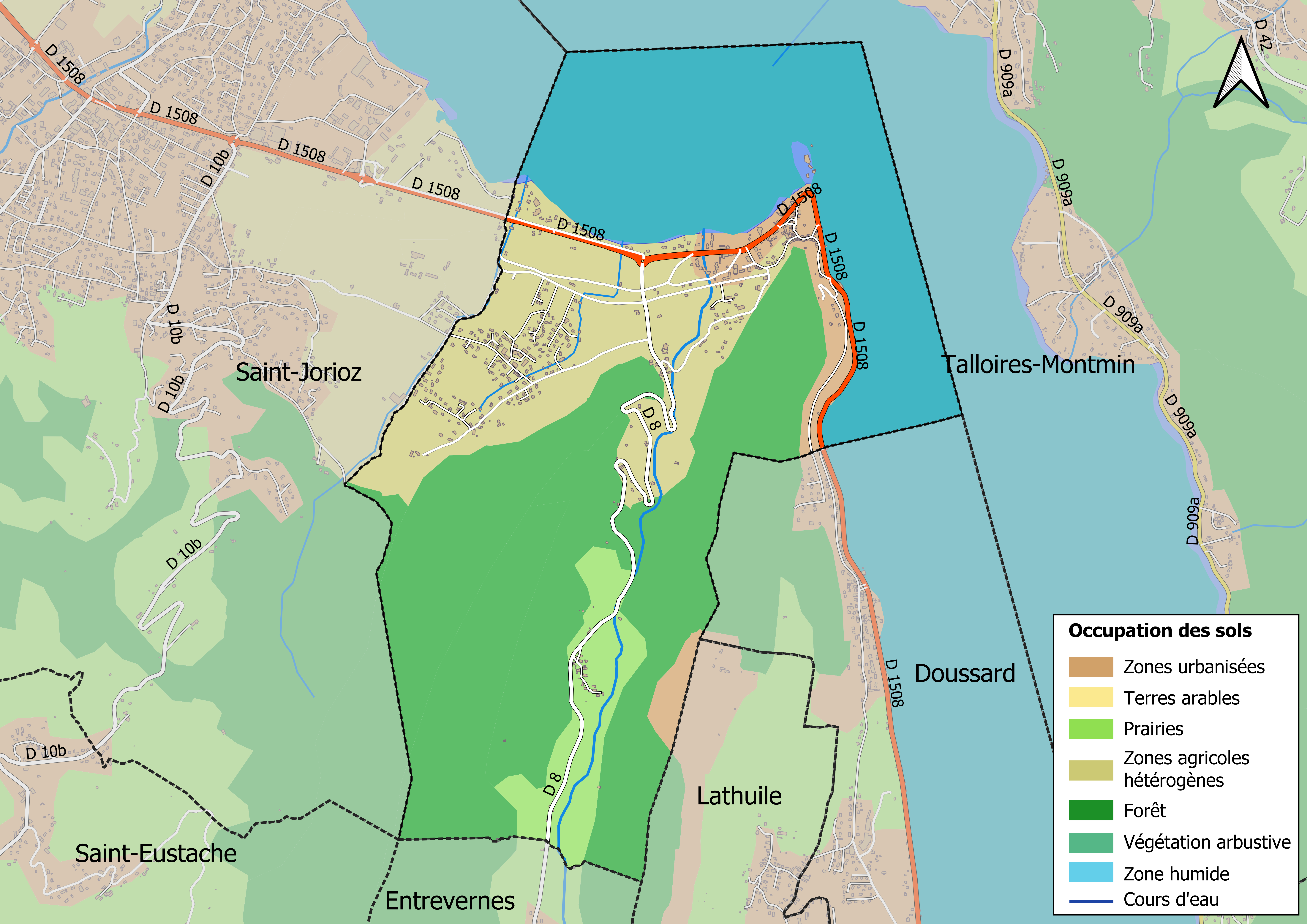
Carte des infrastructures et de l'occupation des sols en 2018 (CLC) de la commune.
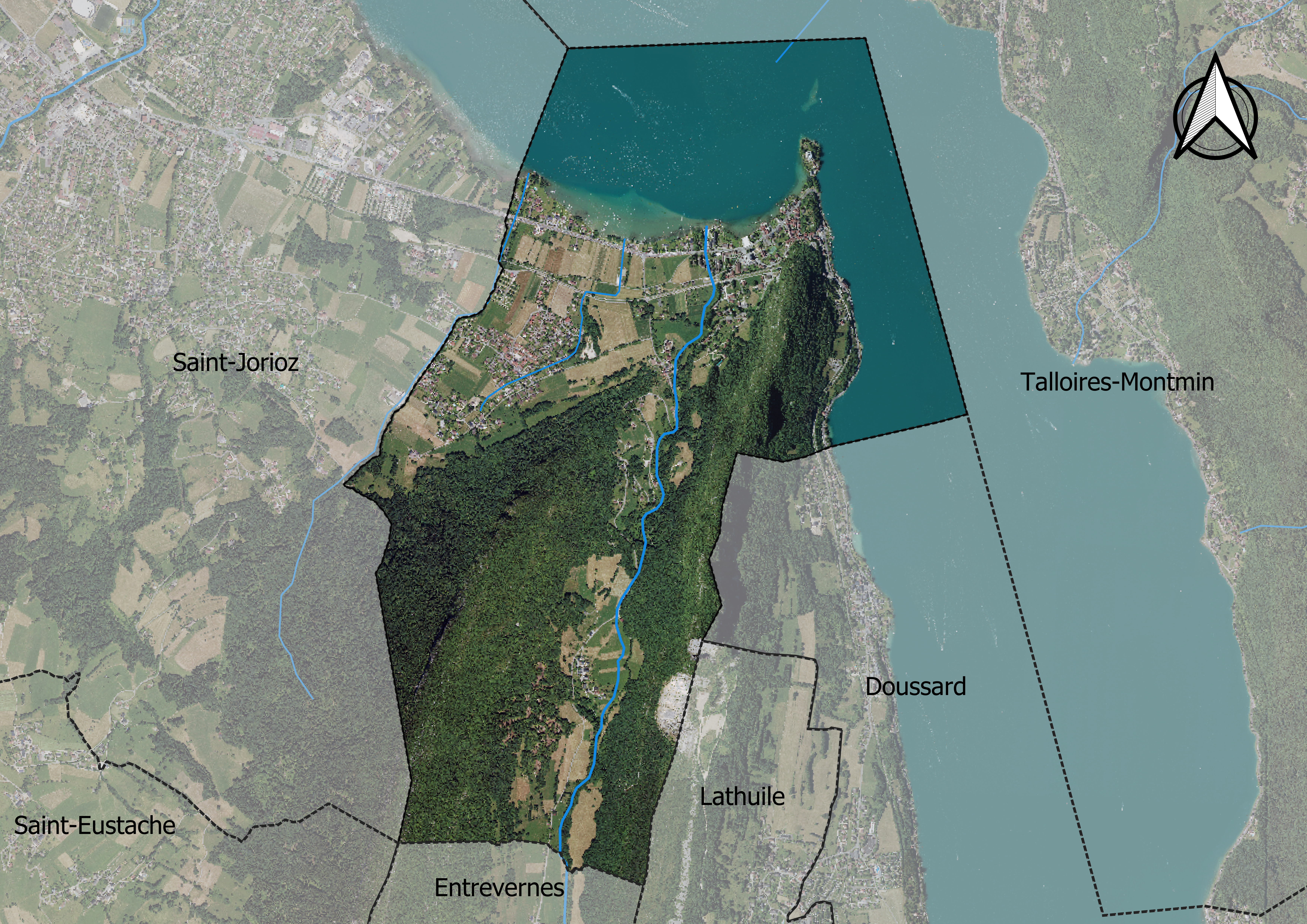
Carte orthophotogrammétrique de la commune.

## Toponymie
Le nom de la commune et du village est mentionné au XIIe siècle avec les toponymes Duig (en 1198, à lire Duing) ou encore Duginum. Au cours des deux siècles suivants, on trouve la forme Duin (notamment 1225), ou Duginno ou encore Cura de Duyng (1344). On trouve la paroisse mentionnée dans le cartulaire de l'abbaye de Talloires de la fin du XIIe siècle- début du XIIIe siècle sous les formes Dugnensis, Duniensis. Enfin la forme évolue avant de se stabiliser avec Duygnum (XIVe siècle), Duing-Dhérée (XVIIIe siècle, associé au second village), ou encore Duing (lors de la période de l'annexion française, entre 1793 et 1801).
Duingt, sans prononcer le « G » et le « T » (ancienne prononciation Duin avec le son « ouin »), ou Duin, est un toponyme d'origine burgonde qui selon le linguiste Théophile Perrenot et son ouvrage La Toponymie burgonde (1942) pourrait dériver de *Dugingo, et par-delà lui-même dériver d'un nom propre, Dugo, qui en germanique donne *dugan, signifiant « valoir, être utile »,. En burgonde, le mot duin pourrait signifier un monticule, une dune rappelant ainsi le promontoire rocheux au cœur du village, où fut érigé le deuxième château (du Roc).
Selon le site communal, Duingt pourrait dériver du mot celtique Don, signifiant « un monticule fortifié » d'où la présence à l'époque romaine puis féodale d'un castrum puis d'un château. Enfin, il peut s'agir également du latin Duinus, nom patronymique des seigneurs de Duin de Châteauvieux.
Le nom du village de Dhéré, Dhérée ou d'Héré pourrait provenir du savoyard derè qui signifie « derrière », dérivant très probablement de Darray ayant le même sens.
En francoprovençal, le nom de la commune s'écrit Douin, selon la graphie de Conflans.

## Histoire

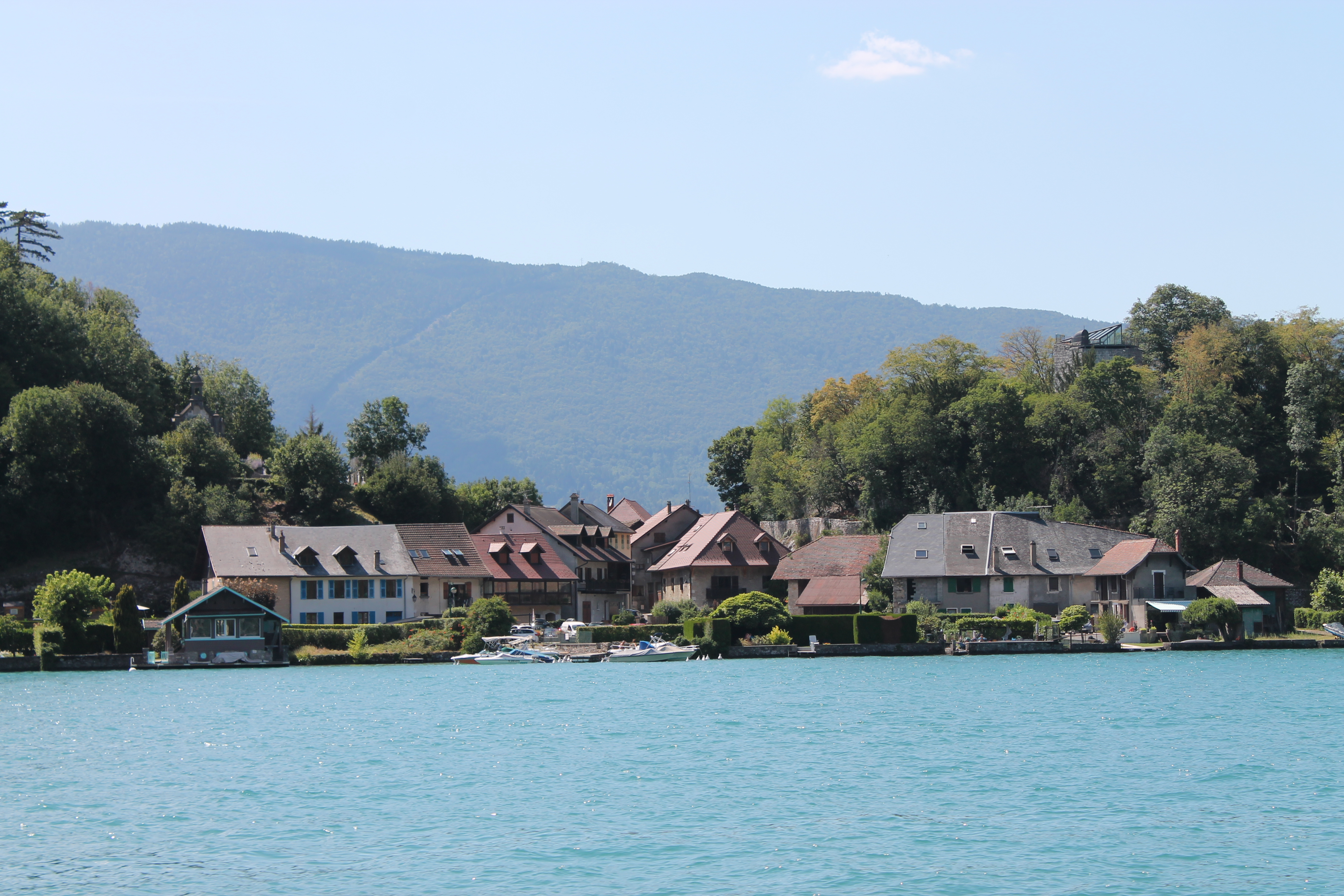
Vieux village de Duingt avec les vestiges du château, depuis le petit lac.

### Période médiévale
La commune appartient au comté de Genève, et plus particulièrement au pagus minor Albanensis (Albanais). Les de Duin ou Duyn apparaissent au XIe siècle, ils sont seigneurs de Duin et vassaux des comtes de Genève. Cette famille domine la région avant de disparaître au XVIe siècle. Une branche cadette porte le titre de vicomte de Tarentaise et de la Val d'Isère. Leurs vassaux les plus proches sont les seigneurs de Dhéré.

## Politique et administration

### Situation administrative
Duingt est une commune du département de la Haute-Savoie, située dans le canton de Seynod, dans l'arrondissement d'Annecy. Duingt est associé avec l'ensemble des communes du pays du Laudon pour former en 1999 la communauté de communes de la Rive Gauche du Lac d'Annecy, remplacée le 1er janvier 2017 par le Grand Annecy.
Elle appartient à la deuxième circonscription de la Haute-Savoie.

### Liste des maires
| Période                                  | Période                     | Identité     | Étiquette | Qualité |
| ---------------------------------------- | --------------------------- | ------------ | --------- | ------- |
| Les données manquantes sont à compléter. |                             |              |           |         |
| mars 2001                                | mars 2008                   | Bruno Chanay |           |         |
| mars 2008                                | En cours (au 30 avril 2014) | Marc Rollin  |           |         |

## Population et société
Ses habitants sont appelés les Dunois. Le sobriquet en patois pour désigner les habitants, au XIXe siècle, est Gens de Duin, gens de rin.

### Démographie
L'évolution du nombre d'habitants est connue à travers les recensements de la population effectués dans la commune depuis 1793. Pour les communes de moins de 10 000 habitants, une enquête de recensement portant sur toute la population est réalisée tous les cinq ans, les populations de référence des années intermédiaires étant quant à elles estimées par interpolation ou extrapolation. Pour la commune, le premier recensement exhaustif entrant dans le cadre du nouveau dispositif a été réalisé en 2006.

En 2022, la commune comptait 1 069 habitants, en évolution de +9,75 % par rapport à 2016 (Haute-Savoie : +6,01 %, France hors Mayotte : +2,11 %).
| 1793 | 1800 | 1806 | 1822 | 1838 | 1848 | 1858 | 1861 | 1866 |
| ---- | ---- | ---- | ---- | ---- | ---- | ---- | ---- | ---- |
| 297  | 316  | 283  | 324  | 373  | 345  | 345  | 367  | 360  |

| 1872 | 1876 | 1881 | 1886 | 1891 | 1896 | 1901 | 1906 | 1911 |
| ---- | ---- | ---- | ---- | ---- | ---- | ---- | ---- | ---- |
| 384  | 381  | 363  | 343  | 336  | 389  | 346  | 310  | 290  |

| 1921 | 1926 | 1931 | 1936 | 1946 | 1954 | 1962 | 1968 | 1975 |
| ---- | ---- | ---- | ---- | ---- | ---- | ---- | ---- | ---- |
| 267  | 268  | 281  | 250  | 243  | 302  | 237  | 297  | 330  |

| 1982 | 1990 | 1999 | 2006 | 2011 | 2016 | 2021  | 2022  | - |
| ---- | ---- | ---- | ---- | ---- | ---- | ----- | ----- | - |
| 446  | 635  | 797  | 870  | 877  | 974  | 1 044 | 1 069 | - |

### Enseignement
La commune de Duingt est située dans l'académie de Grenoble. En 2015, elle administre une école maternelle et une école élémentaire regroupant 101 élèves. L'établissement est rattaché au collège public Jean-Monnet, situé à Saint-Jorioz.
Les futurs lycéens poursuivent leurs études selon leurs options, dans l'un des lycées d'Annecy (lycée Gabriel-Fauré ou lycée professionnel Germain-Sommeiller, parfois le lycée Berthollet ou le lycée privé Saint-Michel).

### Santé
La commune est rattachée au service d'urgences du centre hospitalier Annecy Genevois. Anciennement idéalement placé du côté des Marquisats à Annecy, sur la RD 1508, ce dernier a dès lors déménagé en 2008 du côté de Metz-Tessy, obligeant la traversée de l'agglomération. Du côté d'Albertville, dans le département voisin, on peut également avoir accès au service du centre hospitalier intercommunal Albertville-Moûtiers.

### Médias

#### Radios et télévisions
La commune est couverte par des antennes locales de radio dont France Bleu Pays de Savoie, ODS radio, Radio Semnoz… La chaîne de télévision locale TV8 Mont-Blanc diffuse des émissions sur les pays de Savoie. L'émission La Place du village expose régulièrement la vie locale du bassin annécien. France 3 et sa station régionale France 3 Alpes, peuvent parfois relater les faits de vie de la commune.

#### Presse et magazines
La presse écrite locale est représentée par des titres comme Le Dauphiné libéré, L'Essor savoyard, Le Messager - édition Genevois, le Courrier savoyard.

## Économie

### Tourisme
En 2014, la capacité d'accueil de la commune, estimée par l'organisme Savoie Mont Blanc, est de 1 459 lits touristiques répartis dans 202 structures. Les hébergements se répartissent comme suit : 55 meublés ; 2 hôtels et 2 structures d'hôtellerie de plein air.

## Culture locale et patrimoine

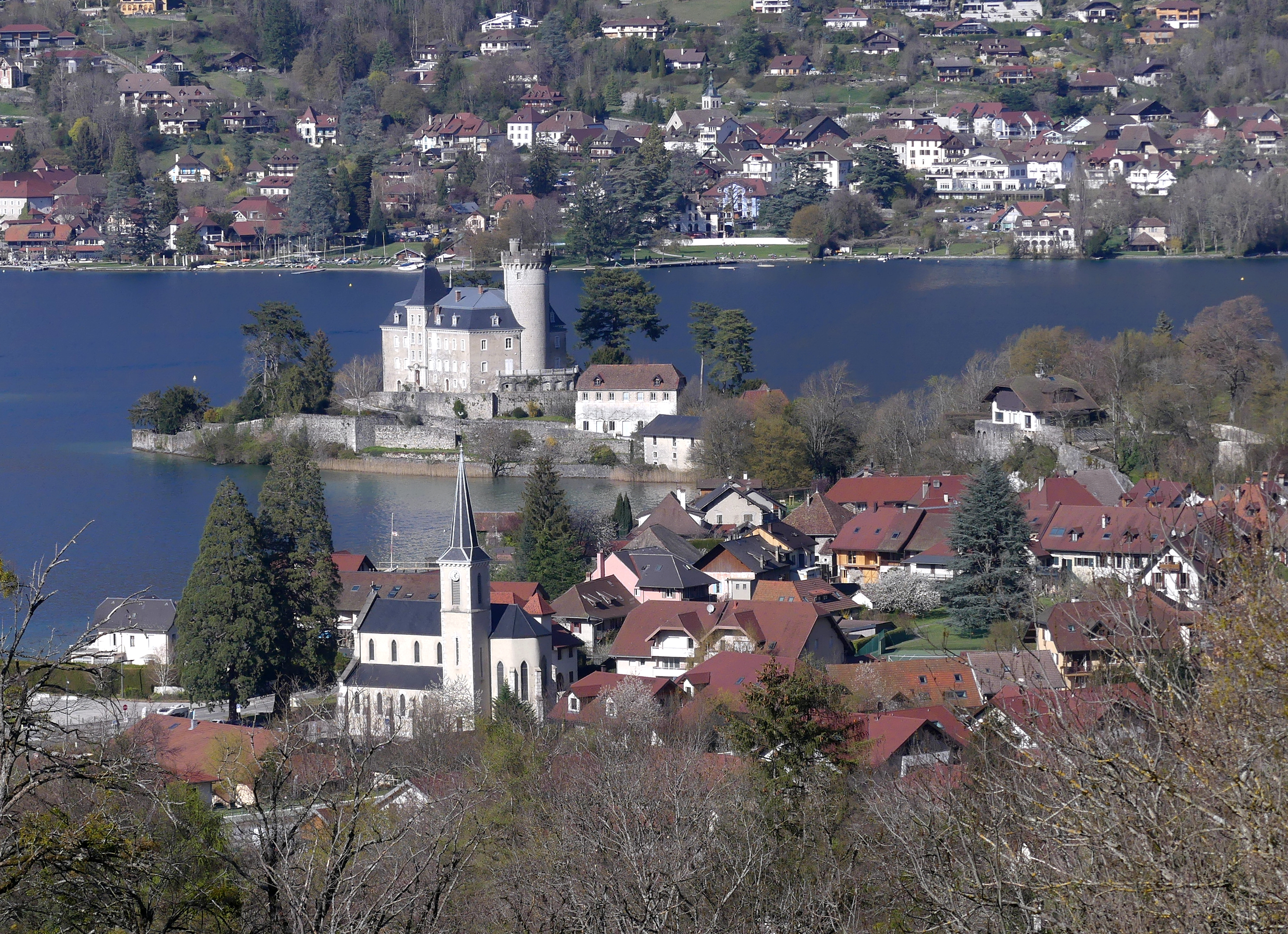
Duingt, son église et son château.

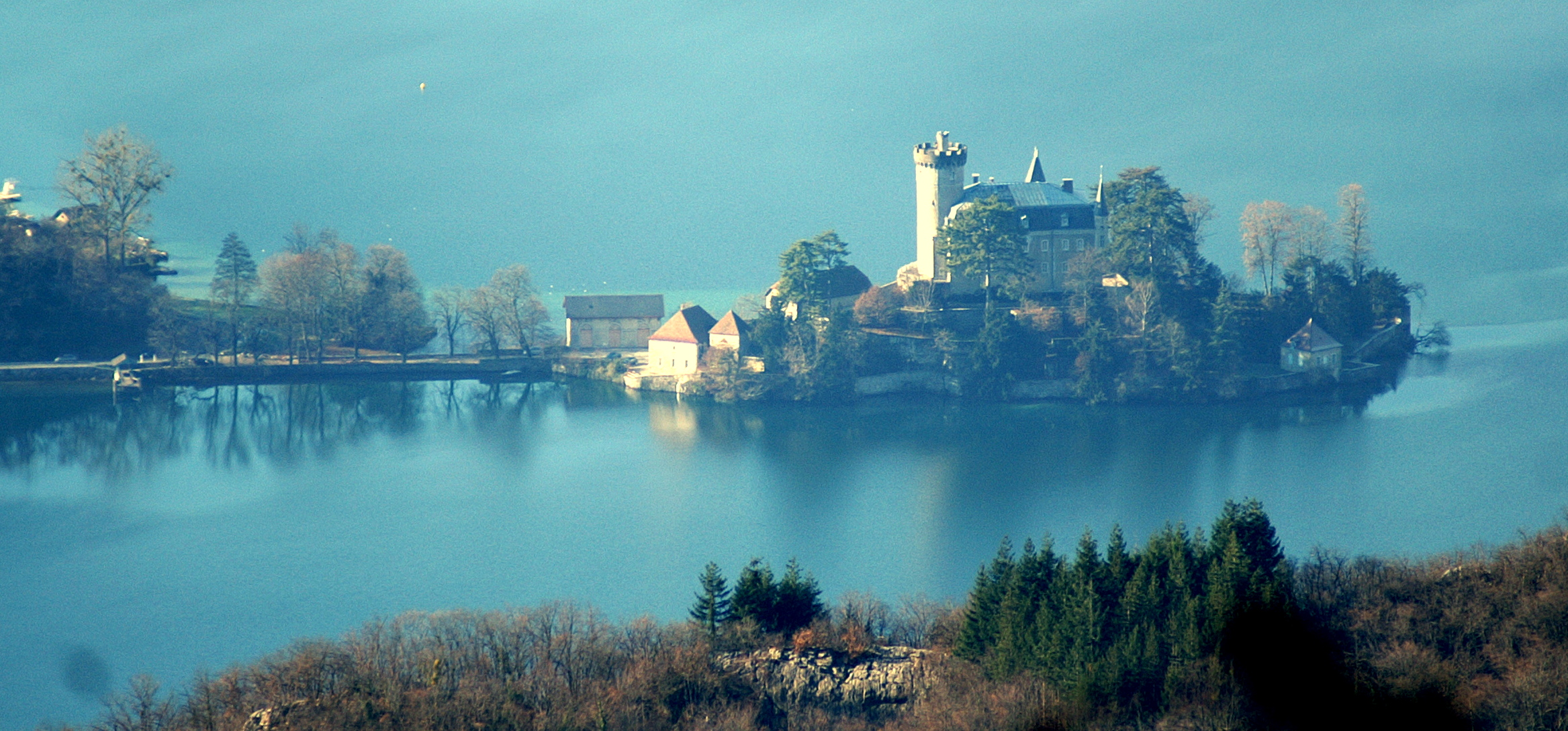
La presqu'île de Duingt était autrefois une île.

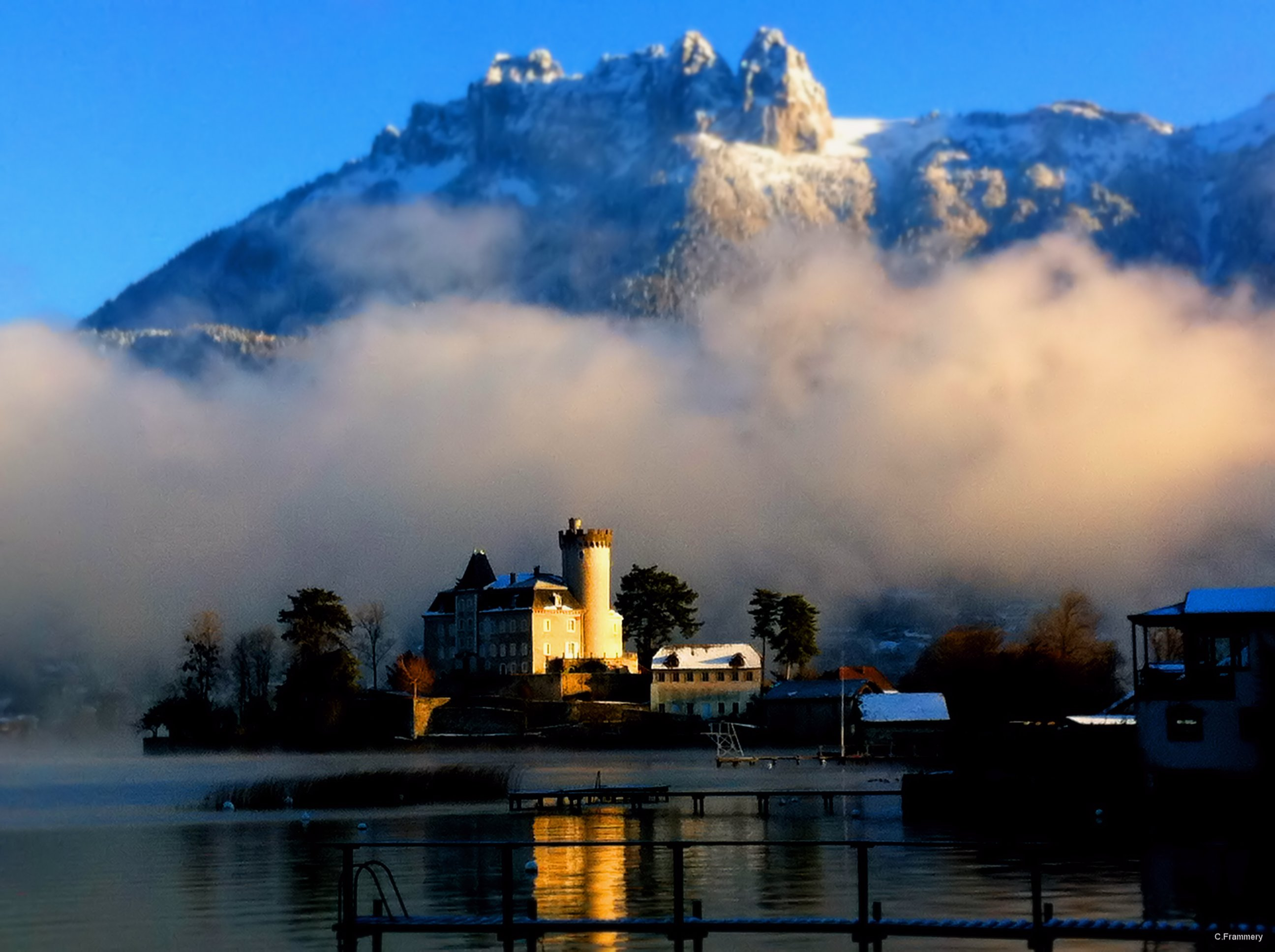
Le château de Ruphy, sur sa presqu'île, en hiver.

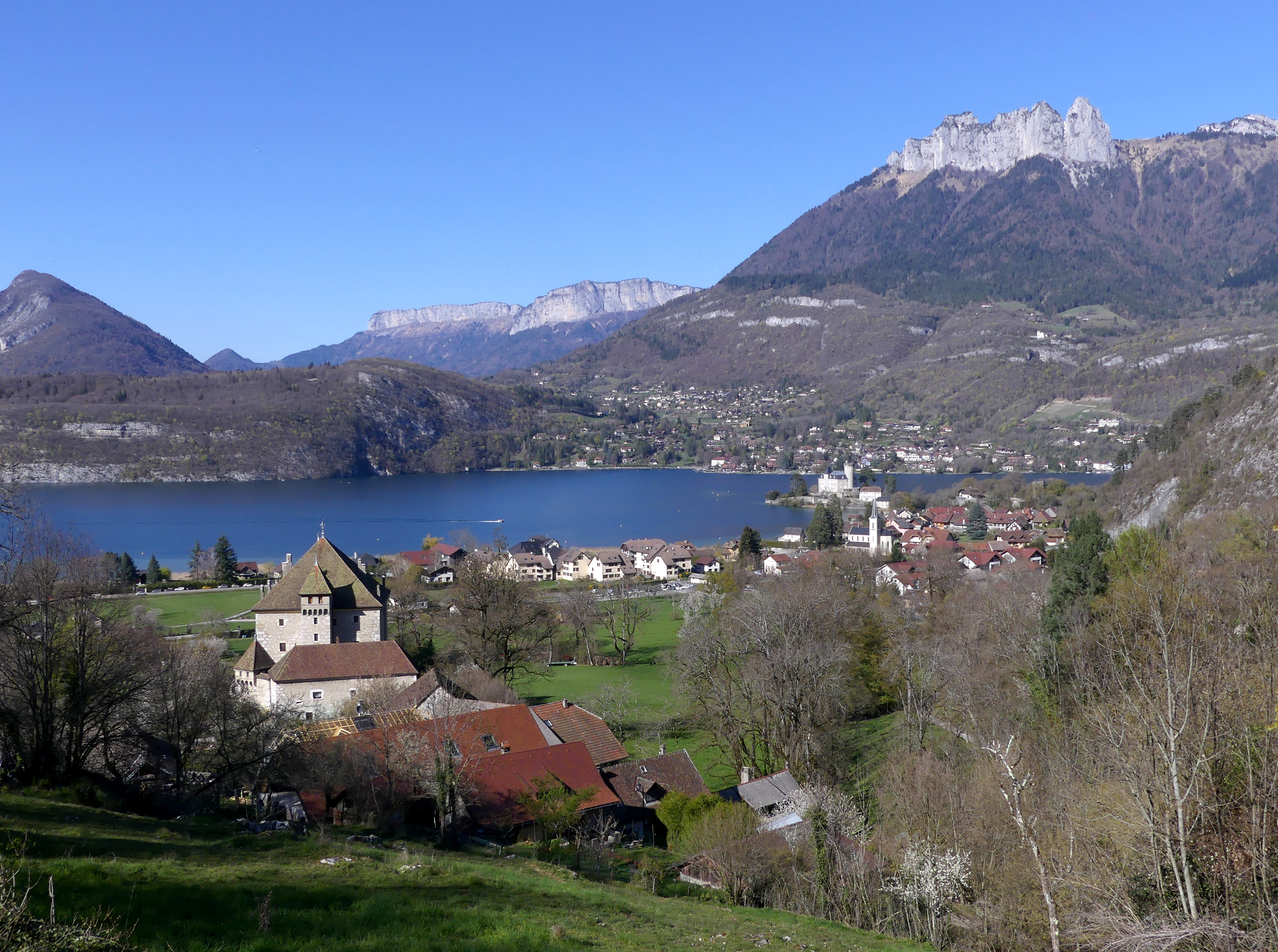
Le château de Dhéré sur la route d'Entrevernes.

### Patrimoine religieux
- Église placée sous le patronage de Saint Germain. L'église actuelle, de style néogothique, est inaugurée en 1903.

### Patrimoine archéologique et civil
- Le haut-fond du Roselet à quelques encablures de la presqu'île recèle dit-on des restes d'un habitat lacustre. C'est un lieu prisé par les plongeurs et les pêcheurs. Le peintre Albert Besnard y représenta sa fille Germaine en barque.
- Le domaine de Châteauvieux, ou château de Ruphy (XIe siècle), se situe sur une presqu'île qui, au Moyen Âge, était une île. Décors intérieurs du XVIIIe siècle, terrasses avec leurs murs de soutènement. Le site offre un décor qui sera peint par de nombreux peintres dont Paul Cézanne ou Suzanne Lansé.  Inscrit MH (1988, Annulation en 1994) Notice no PA00118391.
- Sur le hameau d'Héré (d'héré < patois Derè, derrière), en direction d'Entrevernes, on peut voir le château d'Héré, du XVe siècle. Fresque du XVIe siècle située au premier étage. Grange.  Inscrit MH (1984) Notice no PA00118390.
- Château de Duingt ou Duyn (ruines), il ne subsiste qu’une tour (donjon) hexagonale sur « le roc ».
- Les rues étroites du vieux village, traces d'une architecture ancienne, voire médiévale. Visites guidées du vieux village en été. Des chemins mythiques passaient au centre de ce village.

### Patrimoine naturel et fleurissement
- Grotte et belvédère de Notre-Dame-du-Lac, départ de randonnée sur le Taillefer avec une vue imprenable sur le lac d'Annecy.

En 2014, la commune obtient le niveau « une fleur » au concours des villes et villages fleuris.

### Personnalités liées à la commune
- Famille de Duin ou Duyn.
- Famille de Dérée, vassale des seigneurs de Duin.
- Claudio Gabriele de Launay, né en 1786 dans le village et mort en 1850 à Turin, homme politique du royaume de Sardaigne.

### Héraldique
| Blason de Duingt | Blason  | D'or à la croix de gueules cantonnée en chef de deux tours de sable. |
| Blason de Duingt | Détails | Au XVIIe siècle, les armes du mandement de Duingt se blasonnaient ainsi : croix d’argent en champ de gueules avec dentelles d’azur à l’entour. Tandis que celui de Chauteauvieux (de Duin) se blasonnaient quant à lui ainsi : croix d'argent en champ de gueules, la couronne ducale dessous. |

### Citation
Le rivage, au-delà du hameau de Duingt, allonge sur l'eau une étroite presqu'île qui semble flotter, à peine retenue à la terre ferme. Enfouie sous un luxe de feuillages et de fleurs, peuplée de grands arbres qui entrelacent leurs branches et dont l'image renversée tremble dans le miroir des eaux, cette petite presqu'île est un Eden en raccourci, un paradis-joujou qu'un propriétaire trop intelligent a peut-être arrangé avec une habilité trop inventive. Au milieu de cette corbeille touffue, près d'une vieille maison qui est ensevelie sous le lierre et la clématite, une tour, qui est neuve et cependant moyenâgeuse, dessine sous le ciel sa dentelure d'inofensifs créneaux.
 Gaston Deschamps, Le Chemin fleuri, 1896.